# 1946-os magyar asztalitenisz-bajnokság
Az 1946-os magyar asztalitenisz-bajnokság a huszonkilencedik magyar bajnokság volt. A bajnokságot május 10. és 12. között rendezték meg Budapesten, a Mezőkémia Dugonics utcai termében, majd a Nemzeti Sportcsarnokban.

## Eredmények
| Versenyszám  | Arany                                                     | Arany | Ezüst                                           | Ezüst | Bronz | Bronz |
| ------------ | --------------------------------------------------------- | ----- | ----------------------------------------------- | ----- | --- | ----- |
| Férfi egyéni | Soós Ferenc Mezőkémia SE                                  |       | Soltész Pál Miskolci MTE                        |       | Várkonyi László Postás SEKóczián József Duna SC                                                                 |       |
| Női egyéni   | Farkas Gizella Miskolci MTE                               |       | Anderlik Éva Csepeli MTK                        |       | Ferenczy Ida Mezőkémia SESchönek Anna Elektromos MSE                                                            |       |
| Férfi páros  | Sidó Ferenc, Soós Ferenc egyesületen kívüli, Mezőkémia SE |       | Krausz István, Fekete László Miskolci MTE       |       | Várkonyi László, Szabó József Postás SEVidor Pál, Surányi László VAC                                            |       |
| Női páros    | Farkas Gizella, Ferenczy Ida Miskolci MTE, Mezőkémia SE   |       | Vermes Béláné, Schönek Anna VAC, Elektromos MSE |       | Palotainé, Megyeri Károlyné Mezőkémia SEAnderlik Éva, Fischer Éva Csepeli MTK                                   |       |
| Vegyes páros | Farkas József, Farkas Gizella Miskolci MTE                |       | Soós Ferenc, Ferenczy Ida Mezőkémia SE          |       | Sidó Ferenc, Schönek Anna egyesületen kívüli, Elektromos MSERózsa László, Anderlik Éva Semperit SE, Csepeli MTK |       |